# To All My Friends, Blood Makes the Blade Holy: The Atmosphere EP's
To All My Friends, Blood Makes the Blade Holy: The Atmosphere EP's è un doppio EP del gruppo hip hop statunitense Atmosphere, pubblicato nel 2010.
Secondo il critico David Jeffries, «piuttosto che chiamarlo "album", gli Atmosphere lo presentano come doppio EP» al fine di farlo passare in sordina: il progetto tratta dei lati positivi e negativi dell'amicizia (sei tracce per parte). Jeffries plaude il rapping di Slug.
| Recensione | Giudizio |
| ---------- | -------- |
| AllMusic   | [ 1 ]    |
| HipHopDX   | [ 2 ]    |
| Pitchfork  | [ 3 ]    |

## Tracce
1. Until the Nipple's Gone – 4:20
2. The Major Leagues – 3:21
3. Scalp – 3:24
4. The Best Day – 3:37
5. Americareful – 3:18
6. Hope – 1:56
7. The Loser Wins – 3:36
8. Shotgun – 4:10
9. Commodities – 2:42
10. The Number None – 3:01
11. Freefallin' – 4:10
12. To All My Friends – 3:17

## Classifiche
| Classifica (2010)         | Posizione massima |
| ------------------------- | ----------------- |
| Stati Uniti               | 38                |
| US Digital Albums         | 9                 |
| US Independent Albums     | 5                 |
| US Tastemaker Albums      | 19                |
| US Top Rap Albums         | 4                 |
| US Top R&B/Hip-Hop Albums | 9                 |